# Верхньосілезька операція
Верхньосілезька операція (нім. Oberschlesische Operation) — фронтова наступальна операція радянських військ на Східному фронті на прикінцевому етапі німецько-радянської війни; частина загального стратегічного наступу Радянської Армії в січні — березні 1945 на 1200-км фронті від Балтійського моря до Дунаю. Операція проводилася силами військ 1-го Українського фронту (командувач Маршал Радянського Союзу І. С. Конєв) в період з 15 по 31 березня 1945 з метою ліквідації загрози флангового удару і заволодіння Верхньосілезьким промисловим районом.
У результаті проведення Вісло-Одерської та Нижньосілезької операцій війська 1-го Українського фронту вийшли на р. Одер і р. Нейсе, зайнявши охоплювальне положення стосовно до Верхньо-сілезького угруповання німецьких військ (17-та армія і армійська група «Гейнріці» групи армій «Центр»). Використовуючи переваги свого становища, радянське командування підготувало операцію силами лівого крила фронту (21-ша, 59-та і 60-та армії).
За замислом операції радянським військам належало зустрічними ударами двох ударних угруповань з районів північніше й південніше Оппельн оточити і знищити противника на південний захід від міста і вийти до Судет. В результаті проведеної операції радянські війська заволоділи південно-західною частиною Верхньої Сілезії і до 31 березня вийшли у передгір'ї Судетів, зайнявши вигідне положення для завдавання удару на дрезденському і празькому напрямках.
За 16 діб наступу радянські війська оточили і знищили оппельнську, розгромили ратіборську угруповання Вермахту, знищили понад 40 тисяч і захопили в полон 14 тисяч солдатів і офіцерів противника. Було знищено 280 танків і штурмових гармат, до 600 польових гармат, захоплені великі трофеї.
В результаті Верхньо-Сілезької операції війська 1-го Українського фронту ліквідували загрозу німецького контрнаступу і суттєво підірвали військово-економічний потенціал Німеччини. За заявою міністра озброєнь А. Шпеєра з втратою Верхньої Сілезії Німеччина втратила чверть свого військового виробництва.

## Склад і сили сторін

### СРСР
Частина сил 1-го Українського фронту (командувач Маршал Радянського Союзу І. С. Конєв, начальник штабу генерал армії В. Д. Соколовський).
- 5-та гвардійська армія (генерал-полковник О. С. Жадов)
- 21-ша армія (генерал-полковник Д. М. Гусєв)
- 4-та танкова армія, з 17 березня 4-та гвардійська танкова армія (генерал-полковник Д. Д. Лелюшенко)
- 59-та армія (генерал-лейтенант І. Т. Коровников)
- 60-та армія (генерал-полковник П. А. Курочкін)
- 7-й гвардійський механізований корпус (генерал-майор танкових військ І. П. Корчагін)
- 31-й танковий корпус (генерал-майор танкових військ Г. Г. Кузнєцов)
- 4-й гвардійський танковий корпус (генерал-лейтенант танкових військ П. П. Полубояров)
- 34-й гвардійський стрілецький корпус (генерал-майор Г. В. Бакланов)
- 2-га повітряна армія (генерал-полковник авіації С. Я. Красовський)

Всього: 408 400 осіб, 988 танків і САУ, 5640 гармат і мінометів, 1737 літаків.

### Німеччина
Частина сил група армій «Центр» (командувач генерал-полковник Ф. Шернер).
- 9-та армія (генерал танкових військ Г.фон Лютвіц)
  - 56-й танковий корпус (генерал кавалерії Рудольф Кох-Ерпах);
  - 8-й армійський корпус (генерал артилерії Вальтер Гартманн, з 19 березня 1945 генерал від інфантерії Фрідріх Візе);
- 4-та танкова армія (генерал танкових військ Ф.-Г.Грезер)
  - 38-й танковий корпус (генерал кавалерії Максиміліан фон Едельсгайм)
- 17-та армія (генерал від інфантерії Фрідріх Шульц)
  - 59-й армійський корпус (генерал танкових військ Георг Ріттер фон Генгль)
  - 11-й корпус СС (обергрупенфюрер СС Маттіас Кляйнгайстеркамп);
- Армійська група «Гейнріці» (генерал-полковник Готтард Гейнріці), з 19 березня 1945 1-ша танкова армія (генерал танкових військ Вальтер Нерінг)
  - 11-й армійський корпус (генерал артилерії Горст фон Меллентін, з 20 березня 1945 генерал від інфантерії Рудольф фон Бюнау)
  - 49-й гірський корпус (генерал гірсько-піхотних військ Карл фон Ле Сьюр)
- 1-ша угорська армія (генерал-полковник Бела Міклош)
  - 17-й армійський корпус (генерал інженерних військ Отто Тіманн)

Також брали участь формування зі складу 8-ї, 16-ї, 17-ї, 19-ї та 20-ї танкових дивізій Вермахту, і 18-та, 20-та дивізії СС, танкова дивізія «Герман Герінг», а також дивізія охорони фюрера, що були розподілені між корпусами, які оборонялися.
Повітряну підтримку здійснювали формування 4-го повітряного флоту Люфтваффе.